# Екатерина де Риччи
Святая Екатерина де Риччи (итал. Caterina de' Ricci; 23 апреля 1522, Флоренция — 1 февраля 1590, Прато, Тоскана) — итальянская католическая святая.

## Биография
Родилась во Флоренции. При рождении получила имя Алессандра Лукреция Ромола де Риччи. В возрасте 13 лет отец отправил её в женский монастырь Monticelli около их дома, где она получила образование. Через некоторое время, в возрасте 14 лет, перешла в доминиканский женский монастырь Сан-Винченцо (Святого Винченцо) в Прато, Тоскане. В 25 лет Екатерина была бессрочно назначена настоятельницей приората. Она жила в Сан-Винченцо до самой смерти в 1589 году после продолжительной болезни.
Руководством Екатериной приоратом San Vincenzo восхищались. Она была советницей по различным вопросам принцам, епископам и кардиналам. Вела переписку с тремя церковными деятелями, впоследствии ставшими папами римскими: Марцеллом II, Климентом VIII и Львом XI. Её ценили как знатока религии, вопросам управления и администрирования. Она исповедовала, беседовала лично, а также переписывалась со страждущими. Екатерина запомнилась хорошей эффективной работой. 
Монахиня размышляла о страстях Христа настолько глубоко, что у неё появлялись раны и начинали кровоточить, как если бы она занималась самобичеванием. А во время глубокой молитвы на пальце Екатерины проявлялось светло-красное кольцо (отождествляющее её брак с Христом). Смолоду она была набожным человеком.
Екатерина носила «железную цепь» на шее, соблюдала строжайший пост, и другие формы покаяния и жертвования для очищения своей души. У неё открывались стигматы. Одним из задокументированных чудес для её канонизации было видение Екатерины за сотню миль от места, где она находилась на самом деле. 
Была канонизирована папой Бенедиктом XIV в 1746 году. День памяти 13 февраля.

## Источник
- Wilhelm Shamoni: Das wahre Gesicht der Heiligen. Stein am Rhein 1966. Mit Imprimatur, ISBN 3-7171-0598-1, S. 172, 173
- Johannes Madey: Katharina de' Ricci. In: Biographisch-Bibliographisches Kirchenlexikon (BBKL). Band 3, Herzberg 1992, ISBN 3-88309-035-2, Sp. 1223–1224.